# Claude Ancion
Pour les articles homonymes, voir Ancion.
Claude Ancion (Louveigné, le 21 août 1945) est un homme politique belge, membre du Mouvement réformateur.

## Biographie
Docteur en médecine vétérinaire (ULg) depuis 1972.

## Carrière politique
- Claude Ancion est député wallon et communautaire pour la législature 2004-2009 (depuis 1999).
- 1995-2017 : Bourgmestre de la commune de Sprimont
- 1977-1994 : Échevin de Sprimont